# Lewis Hamilton
Sir Lewis Carl Davidson Hamilton MBE (sinh ngày 7 tháng 1 năm 1985) là tay đua Công thức 1 người Anh, hiện đang thi đấu cho đội đua Scuderia Ferrari. 
Hamilton là một trong những tay đua vĩ đại nhất trong lịch sử giải đua Công thức 1. Anh đang giữ kỷ lục 7 lần vô địch, bằng với huyền thoại Michael Schumacher. Hamilton cũng là tay đua công thức 1 đầu tiên đạt được cột mốc 100 pole và 100 chiến thắng, cùng với rất nhiều kỷ lục khác. Anh thi đấu cho Mercedes từ năm 2013 tới 2024, giành được 6/7 chức Vô địch thế giới của mình cùng với đội đua nước Đức.

## Sự nghiệp

### Những năm đầu
Chiếc xe kart đầu tiên của Hamilton là quà giáng sinh của ông bố Anthony Hamilton tặng cho anh năm anh lên 6 tuổi. Hamilton bắt đầu đua karting từ năm 1993 và nhanh chóng thể hiện năng khiếu đua xe của mình. Hai năm sau, khi 10 tuổi, Hamilton trở thành tay đua trẻ nhất vô địch giải đua British cadet karting championship.
Năm 1998, Hamilton được nhận vào học viện tay đua Mclaren với cam kết sẽ được đôn lên đua F1 ở thời điểm thích hợp.
Từ năm 2001 Hamilton bắt đầu đua xe chuyên nghiệp. Anh đã giành chức vô địch các giải đua Formula Renault UK 2003, Formula 3 Euro Series 2005 và GP2 Series 2006.

### Công thức 1 (2007-nay)

#### McLaren (2007–2012)

##### Năm 2007

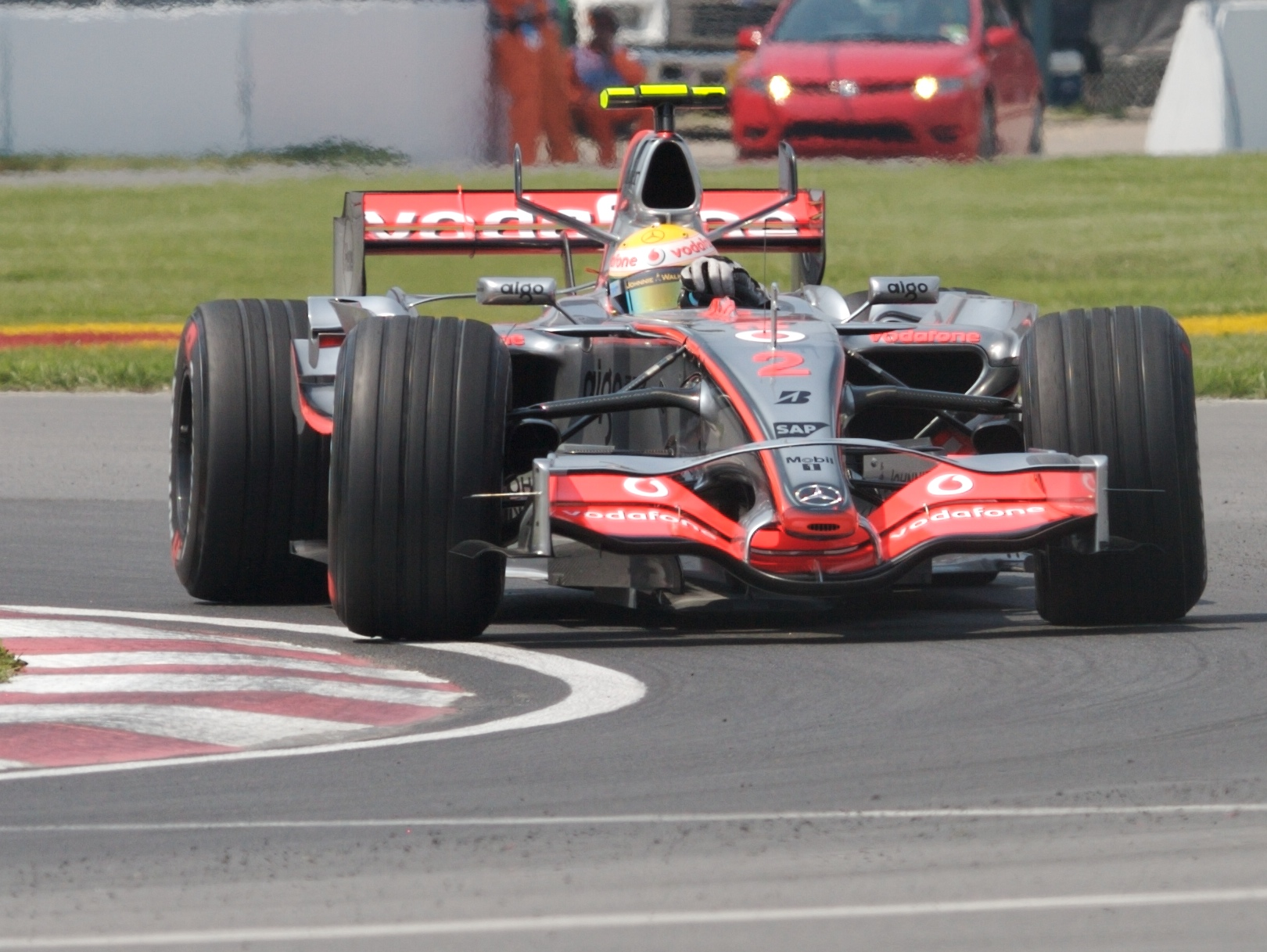
Hamilton chiến thắng chặng đua F1 đầu tiên trong sự nghiệp-GP Canada 2007

Năm 2007, đội đua McLaren thay máu lực lượng. Hamilton trở thành tay lái chính và làm đồng đội với một tay đua sừng sỏ là Fernando Alonso, nhưng Hamilton không bao giờ tỏ ra lép vế trước tay đua đương kim vô địch ở thời điểm đó.
Chặng đua đầu tiên của Hamilton là GP Úc diễn vào ngày 18 tháng 3 năm 2007, anh cán đích ở vị trí thứ 3. Đây là lần đầu tiên trong lịch sử Công thức 1 có một tay đua da màu và hơn nữa còn giành podium.
Sau chặng đua thứ 4 của mùa giải ở GP Tây Ban Nha, Hamilton về nhì và lần đầu tiên trong sự nghiệp có được vị trí dẫn đầu trên bảng xếp hạng tổng. Ở chặng 5 GP Monaco, Hamilton (về nhì) không hài lòng chiến thuật của Mclaren yêu cầu anh phải đánh chặn cho Alonso (chiến thắng), nên anh đã phàn nàn với giới báo chí, dẫn đến việc đội đua Mclaren bị điều tra hành vi dàn xếp kết quả (nhưng cuối cùng Mclaren không bị phạt). Sau chặng đua này thì Hamilton và Alonso chia sẻ ngôi đầu bảng khi có cùng 38 điểm, nhưng giữa họ bắt đầu phát sinh mâu thuẫn.
Pole đầu tiên và chiến thắng đầu tiên trong sự nghiệp của Hamilton đều diễn ra ở chặng 6 GP Canada, kết quả giúp anh độc chiếm ngôi đầu bảng. Hamilton có chiến thắng thứ 2 liên tiếp ở chặng 7 GP Mỹ. Sau đó thì anh luôn giữ được ngôi đầu cho đến trước chặng đua cuối cùng.
Ở giai đoạn 2 của mùa giải, Hamilton tỏa sáng, chiến thắng ở 2 chặng đua GP Hungary và GP Nhật Bản nhưng lại thi đấu nhạt nhòa, không có được điểm nào ở 2 chặng đua GP Châu Âu và GP Trung Quốc.
Trước chặng đua cuối cùng diễn ra ở Brasil, Hamilton hơn Alonso 4 điểm và hơn Kimi Raikkonen 7 điểm. Đáng tiếc là anh chỉ về đích thứ 7, nên đã để cho Raikkonen nẫng tay trên danh hiệu vô địch với khoảng cách cuối cùng chỉ là 1 điểm. Hamilton cũng để cho Alonso san bằng điểm số nhưng anh là người giành ngôi Á quân do hơn chỉ số phụ.
Sau chặng đua này, xuất hiện cáo buộc những chiếc xe của Nico Rosberg, Robert Kubica và Nick Heidfeld không tuân thủ các quy định về nhiên liệu nên các trọng tài đã phải tiến hành điều tra. Nếu họ bị kết tội và bị hủy kết quả thì sẽ làm thay đổi kết quả cuộc đua chính, Hamilton sẽ được đôn từ vị trí thứ bảy lên thứ ba. và sẽ giành lại chức vô địch. Tuy nhiên, sau cùng thì trọng tài không xử phạt tay đua nào, kết quả vẫn được giữ nguyên và Räikkönen chính thức giành chức Vô địch cá nhân năm 2007, Mclaren đã khiếu nại quyết định này nhưng không thành công..
Năm 2008

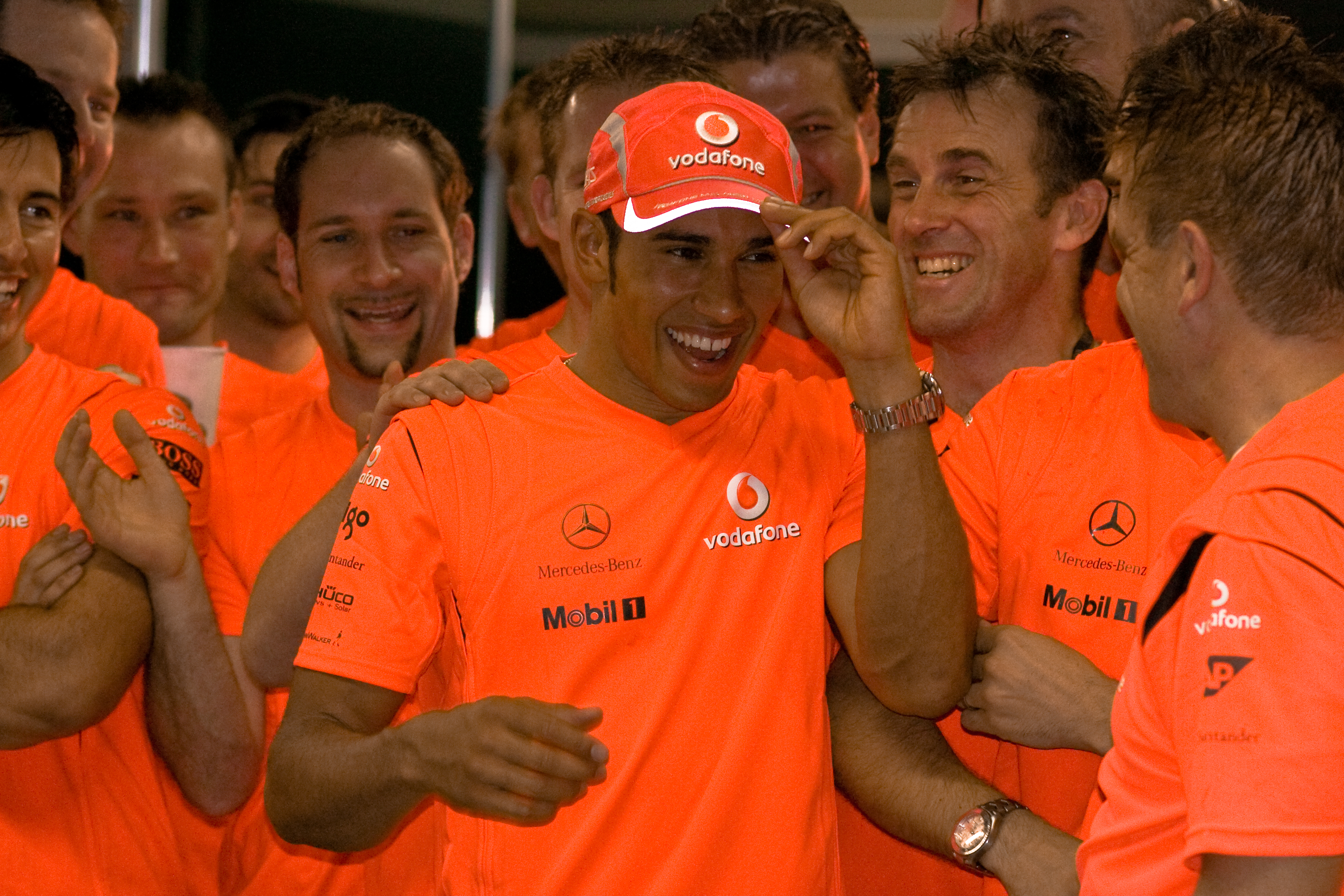
Hamilton ăn mừng chức vô địch tại Brasil

Hamilton có người đồng đội mới là Heikki Kovalainen. Anh khởi đầu mùa giải một cách thuận lợi bằng một chiến thắng pole-to-win ở chặng đua mở màn GP Úc. Tuy nhiên ở chặng đua thứ ba GP Bahrain, Hamilton có pha xuất phát tệ và đã không ghi được điểm nào nên đã để rơi xuống vị trí thứ ba trên bảng xếp hạng tổng sau tay đua đương kim vô địch Kimi Raikkonen và Nick Heidfeid.

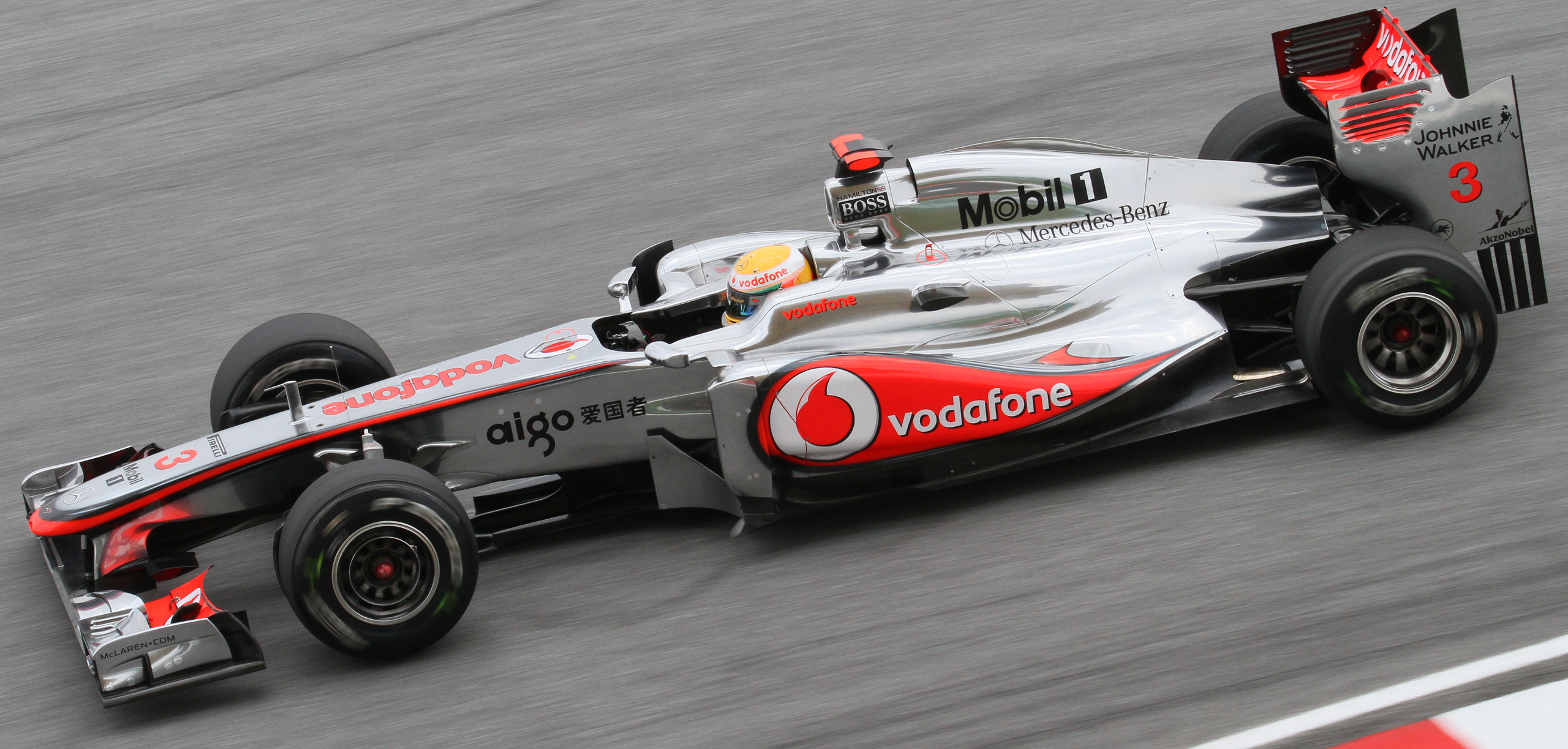
Chiếc MP4-26 của Hamilton trong mùa giải 2011

Đến chặng đua thứ 6 GP Monaco, Hamilton đã giành chiến thắng để đòi lại ngôi đầu bảng. Chặng 7 GP Canada, Hamilton giành pole nhưng đã gây tai nạn cho Raikkonen ở trong đường pit khiến cho cả hai phải bỏ cuộc. Hamilton một lần nữa để mất ngôi đầu bảng.
Chiến thắng đầu tiên trên sân nhà Silverstone GP Anh (chặng 9), giúp Hamilton san bằng điểm số với Raikkonen và Felipe Massa. Ba người cùng có 48 điểm, Hamilton lấy lại vị trí dẫn đầu do hơn chỉ số phụ. Ở chặng đua sau đó GP Đức (chặng 10), Hamilton chính thức độc chiếm ngôi đầu bảng bằng một chiến thắng.
Ở chặng đua GP Bỉ, Hamilton là người về nhất nhưng bị phạt lỗi vượt ẩu Raikkonen nên để mất chiến thắng vào tay Massa. Đây cũng là thời điểm Massa trở thành đối thủ cạnh tranh danh hiệu của Hamilton. Trong giai đoạn từ chặng 11 đến chặng 17, Massa có nhiều chiến thắng hơn Hamilton (Hamilton chỉ có thêm 1 chiến thắng ở chặng đua áp chót GP Trung Quốc) nhưng cũng là người bỏ cuộc nhiều hơn cho nên Hamilton bước vào chặng đua cuối cùng GP Brasil (chặng 18) với ưu thế 7 điểm so với Massa. Chỉ cần Hamilton cán đích ở vị trí thứ 5 trở lên thì chắc chắn anh sẽ vô địch.
Và anh đã duy trì được vị trí thứ 4 cho đến gần hết cuộc đua, kịch tính xảy ra khi ở vòng 66 trời bắt đầu đổ mưa, lúc này vị trí 4, 5, 6 lần lượt là Hamilton, Sebastian Vettel (Toro Rosso), Timo Glock (Toyota). Các tay đua lần lượt vào pit để thay lốp cho đường ướt, nhưng Glock thì không, nhờ vậy anh đã vươn lên vị trí thứ 4, Hamilton thứ 5, Vettel thứ 6 sau khi ra khỏi pit. Nhưng bất ngờ ở vòng 69 Hamilton đã để Vettel vượt qua, đẩy anh xuống thứ 6, nếu thứ tự này giữ nguyên thì Massa sẽ vô địch chứ không phải Hamilton vì tay đua Brazil đang chạy đầu (bằng điểm nhưng Massa thắng chặng nhiều hơn). Mọi thứ tưởng như đã kết thúc với Hamilton thế nhưng khi chỉ còn cách đích vài trăm mét thì lần lượt Vettel rồi Hamilton lại vượt lên trên Glock (đang chạy thứ 4), kết quả là Hamilton cán đích thứ 5, vừa đủ để vô địch. Việc Glock bị vượt qua là vì anh đã sử dụng lốp khô khi lúc đó trời đã mưa nặng hạt, tay đua của Toyota buộc phải chạy chậm để tránh bị trượt. Massa đã khóc khi tưởng như đã giành được chức vô địch thì lại bị mất trong vài giây cuối cùng của mùa giải.
Tổng kết mùa giải, Hamilton đoạt chức vô địch với chỉ 1 điểm nhiều hơn người về nhì Felipe Massa (98 so với 97), là nhà vô địch trẻ nhất (23 tuổi 300 ngày), phá kỉ lục trước đó của Fernando Alonso, cho tới khi kỉ lục này thuộc về Sebastian Vettel vào năm 2010.
Năm 2009

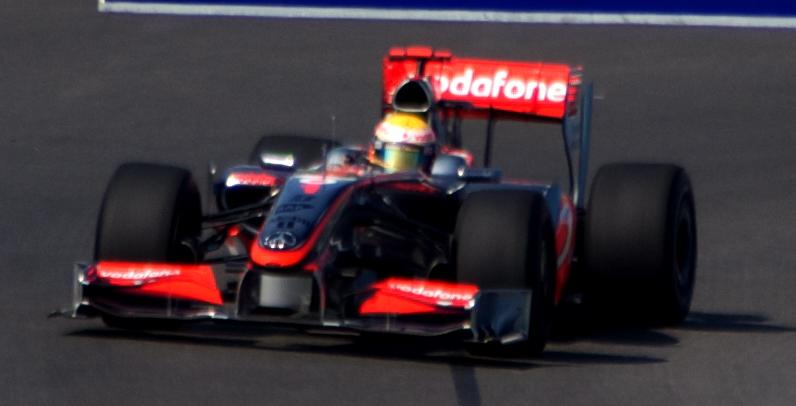
Hamilton giành pole tại Valencia năm 2009

Trong mùa giải Hamilton có nhiệm vụ bảo vệ danh hiệu vô địch thì đội đua Mclaren lại suy yếu do các quy định mới của FIA.
Nửa đầu mùa giải là chuỗi thành tích nghèo nàn của Hamilton, khi không một lần anh có mặt trên podium, trong đó có chuỗi 5 chặng đua liên tiếp không thể vào top-10. Còn ở chặng đua mở màn ở GP Úc, Hamilton đã bị hủy kết quả vì đội đua Mclaren đã nói dối trọng tài trong vụ tranh chấp vị trí với tay đua Jarno Trulli của đội Toyota. Đội đua Mclaren đã phải lên tiếng xin lỗi và kỷ luật một nhân viên sau vụ việc này. Đây cũng là lần duy nhất trong sự nghiệp F1 Hamilton bị hủy kết quả.
Phải đến nửa sau của mùa giải thành tích của Hamilton mới có sự khởi sắc. Anh đã giành được 2 chiến thắng ở GP Hungary và GP Singapore. Chung cuộc toàn mùa, Hamilton đứng thứ 5 và giành được 49 điểm.
Năm 2010

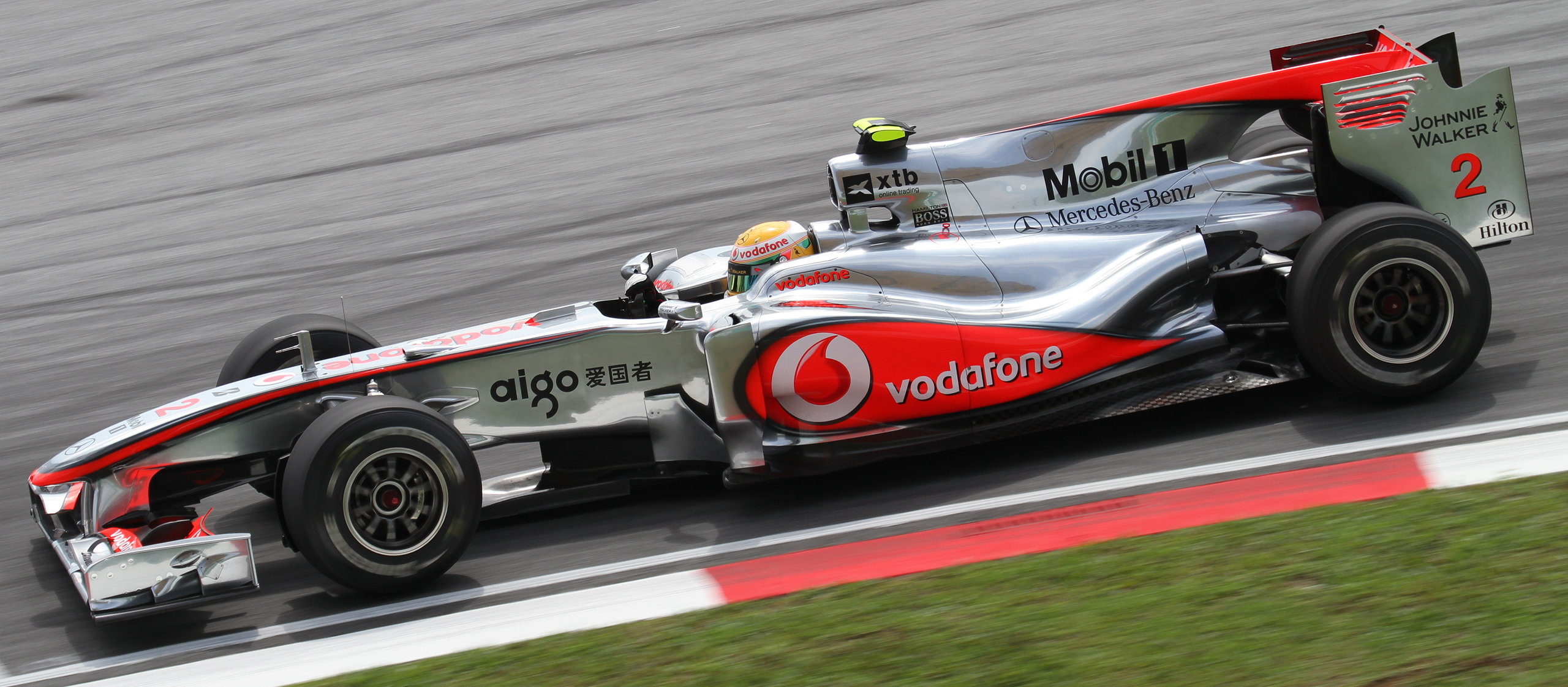
Hamilton tại Malaysia năm 2010

Năm 2010, đội đua Mclaren cơ bản đã phục hồi sức mạnh, Hamilton cũng có một người đồng đội mới là nhà đương kim vô địch Jenson Button. Trong khoảng 2/3 mùa giải, Hamilton luôn nằm trong nhóm cạnh tranh danh hiệu vô địch và có nhiều chặng đua anh tham gia với tư cách tay đua dẫn đầu bảng xếp hạng tổng.
Chiến thắng đầu tiên trong mùa giải của Hamilton là ở GP Thổ Nhĩ Kỳ, nơi anh phải cạnh tranh trực tiếp với Button, sau khi hai tay đua Red Bull là Sebastian Vettel và Mark Webber đã tự loại nhau. GP Canada ngay sau đó Hamilton và Button mang về cho Mclaren chiến thắng 1-2.
Hamilton mất ngôi đầu bảng do phải bỏ cuộc ở GP Hungary nhưng đã đòi lại nó bằng chiến thắng ở GP Bỉ, đây là chặng đua thứ 13 trong tổng số 19 chặng đua của mùa giải 2010.
Không may là trong giai đoạn quyết định thì Hamilton đã trải qua 2 chặng đua thảm họa liên tiếp, bỏ cuộc ở cả GP Italia (chặng 14) và GP Singapore (chặng 15) đều do va chạm với các tay đua khác. Lần này thì Hamilton đã không thể gượng dậy được bởi anh đã không có thêm chiến thắng nào. Chung cuộc thì Hamilton chỉ đứng thứ tư với 240 điểm.
Năm 2011
Hamilton đã giành chiến thắng đầu tiên của mùa giải tại chặng đua thứ ba diễn ra tại Trung Quốc, anh sử dụng chiến thuật 3 pit để tấn công chiến thuật 2 pit của Sebastian Vettel ở những vòng cuối cùng để bước lên bục cao nhất.
Mùa giải này anh có thêm 2 chiến thắng nữa ở GP Đức và GP Abu Dhabi. Tuy nhiên việc phải bỏ cuộc ở 3 chặng đua Canada, Bỉ và Brasil, cộng với những kết quả không quá cao ở những chặng đua còn lại đã khiến cho Hamilton chỉ xếp thứ năm chung cuộc. Đây cũng là lần đầu tiên trong sự nghiệp Hamilton ghi ít điểm và xếp dưới người đồng đội của mình (là Jenson Button).
Năm 2012:
Hamilton là tay đua giành nhiều pole nhất ở mùa giải 2012 (7 lần), nhiều hơn cả nhà vô địch mùa giải đó là Sebastian Vettel. Hamilton cũng từng có thời điểm vượt lên dẫn đầu bảng xếp hạng tổng sau chiến thắng chặng đua GP Canada, chặng đua thứ 7 của mùa giải, đó cũng là chiến thắng đầu tiên trong mùa giải của Hamilton.
Chặng 8 GP Châu Âu, lại là chặng đua đầu tiên trong mùa giải mà Hamilton không ghi được điểm nào do bị Pastor Maldonado phạm lỗi.
Ở các chặng đua tiếp theo, mặc dù Hamilton giành được thêm 3 chiến thắng (ở Hungary, Italia và Mỹ) nhưng lại phải bỏ cuộc tới 5 lần, trong số đó có vụ tai nạn liên hoàn ở chặng đua GP Bỉ.  Đó là lý do anh dần tụt lại phía sau Vettel, Fernando Alonso và Kimi Raikkonen trên bảng xếp hạng tổng (chỉ đứng thứ tư chung cuộc).

#### Mercedes (2013–nay)
Năm 2013:
Năm 2013 Hamilton rời Mclaren để chuyển sang đội đua Mercedes, ở đây anh đua cặp với Nico Rosberg. Ở chặng đua sân nhà GP Anh, Hamilton bị nổ lốp khi đang dẫn đầu nên bị rớt xuống vị trí thứ tư, chiến thắng chặng này chính là Rosberg. Sau đó anh giành chiến thắng GP Hungary, đó cũng là chiến thắng duy nhất trong mùa giải của Hamilton.
Năm 2014:

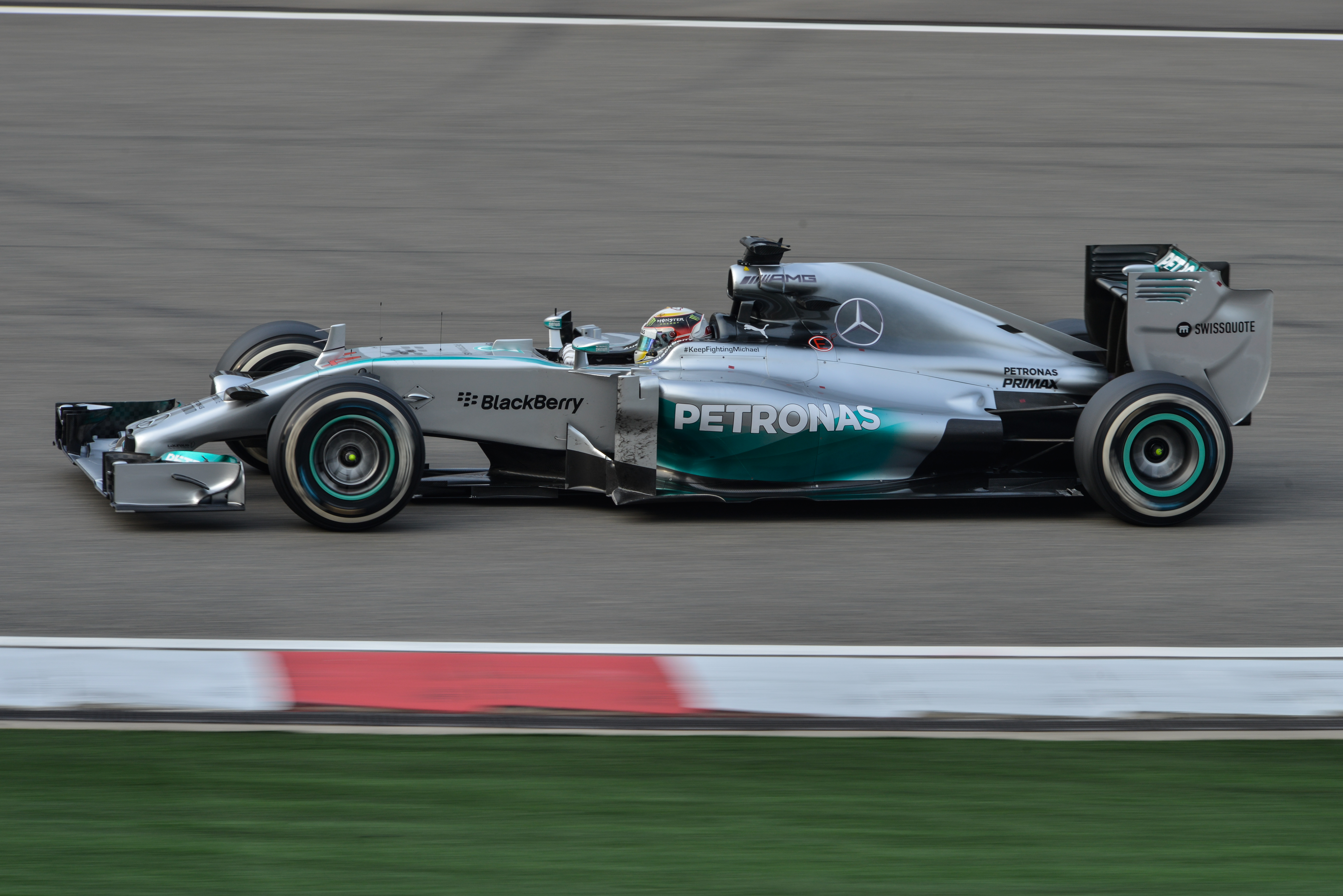
Hamilton chiến thắng chặng đua GP Trung Quốc 2014

2014 là năm mà F1 chuyển sang thế hệ động cơ V6 Turbo Hybrid 1,6 lit, cũng mở ra thời kỳ thống trị của đội đua Mercedes. Trong suốt 3 năm 2014 2015 và 2016, chức vô địch cá nhân là cuộc chiến nội bộ giữa Lewis Hamilton và Nico Rosberg. Đây cũng là năm mà F1 cho phép các tay đua chọn số xe cố định và Hamilton đã chọn số 44, số xe mà anh thường sử dụng ở các giải trẻ.
Ngay ở chặng đua mở màn ở GP Úc, Hamilton đã giành pole, đáng tiếc là anh phải bỏ cuộc ngay ở vòng 2 do hư động cơ. Đây là lần đầu tiên trong sự nghiệp Hamilton phải bỏ cuộc ở chặng đua đầu tiên của mùa giải. Rosberg là người chiến thắng chặng đua này nên đã tạo ra khoảng cách 25 điểm.
Những cố gắng của Hamilton (chiến thắng 4 chặng đua liên tiếp) giúp anh giành được ngôi đầu bảng, nhưng rất mau chóng anh phải trả lại nó cho Rosberg sau chặng đua GP Monaco, nơi mà Rosberg đã giành chiến thắng. Cho đến trước kỳ nghỉ hè, mỗi tay đua phải bỏ cuộc 1 lần, Hamilton chỉ có thêm 1 chiến thắng trên sân nhà Silverstone (cũng chính là chặng đua mà Rosberg bỏ cuộc khi đang dẫn đầu) trong khi Rosberg giành thêm tới 3 chiến thắng nêu ưu thế điểm số vẫn thuộc về Rosberg. Ở GP Hungary, Hamilton từ chối nhường đường cho Rosberg nên đội đua Mercedes để chiến thắng rơi vào tay Daniel Ricciardo.
Giai đoạn 2 của mùa giải bắt đầu ở GP Bỉ, Hamilton và Rosberg có va chạm với nhau ngay ở vòng 2. Hậu quả là Hamilton phải bỏ cuộc, còn Rosberg về nhì và tạo ra khoảng cách 29 điểm. Trên bục podium, Rosberg bị nhiều fan của Hamilton la ó vì họ cho rằng Rosberg đã cố ý gây tai nạn, Rosberg cũng nhận trách nhiệm về sự cố này.
Ở chặng chặng đua GP Italia ngay sau đó thì Rosberg thi đấu sa sút một cách khó hiểu, phạm 2 lỗi xử lý sơ đẳng ở góc cua số 1 nên đã để cho Hamilton vượt qua và giành chiến thắng.
Tận dụng việc Rosberg phải bỏ cuộc ở chặng đua GP Singapore Hamilton đã giành chiến thắng và giành luôn ngôi đầu bảng. Sau đó anh liên tục gia tăng khoảng cách với 3 thắng lợi liên tiếp nữa ở Nhật Bản, Nga và Mỹ. Và tay đua người Anh không phạm sai lầm nào ở 2 chặng đua cuối cùng, đã giành chức vô địch lần thứ hai bằng chiến thắng ở chặng đua GP Abu Dhabi.
Năm 2015:

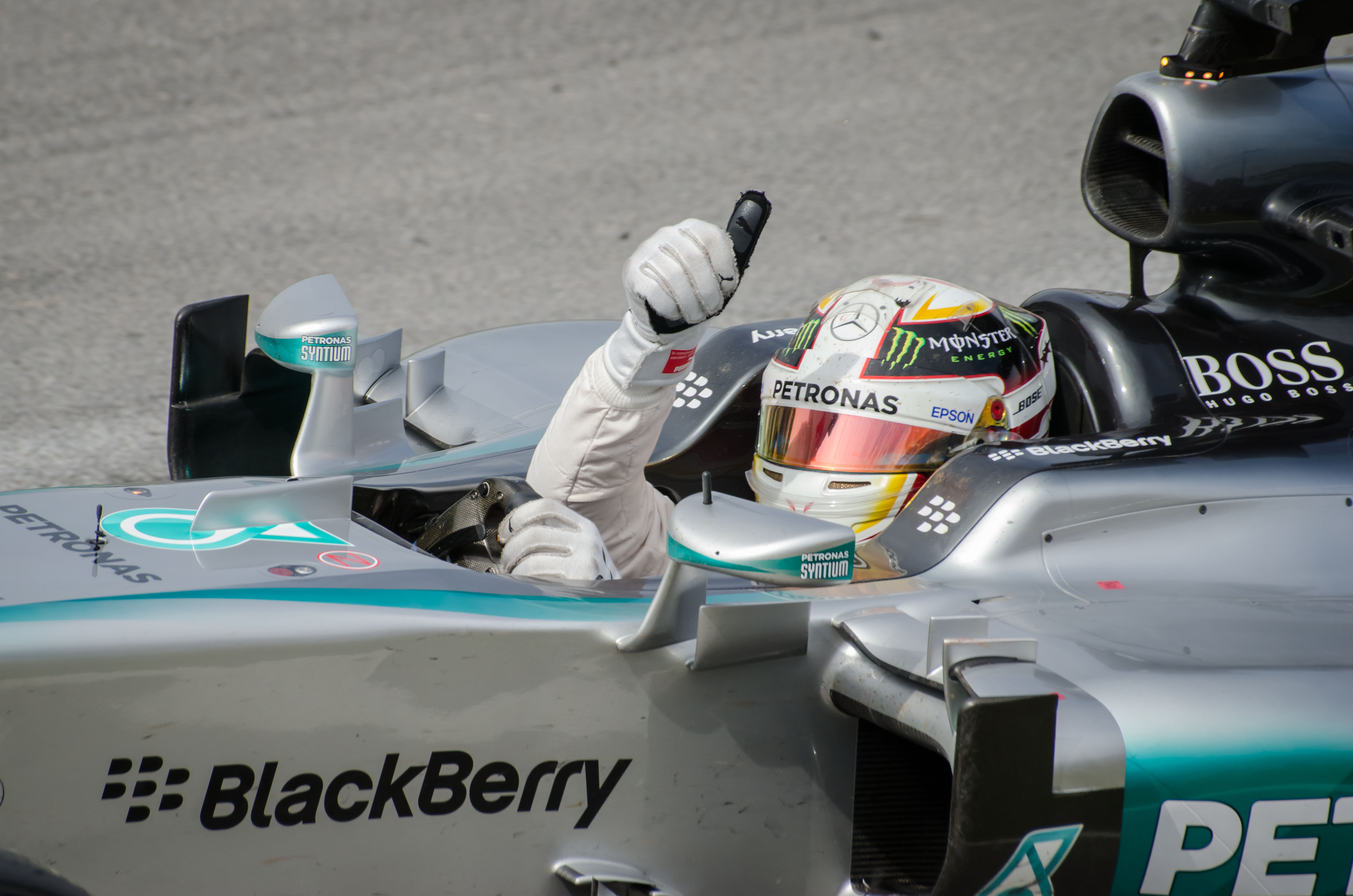
Hamilton ăn mừng chiến thắng thứ tư ở Canada Grand Prix

Năm 2015 là một trong những mùa giải dễ dàng nhất trong sự nghiệp của Lewis Hamilton. Anh chiến thắng chặng đua mở màn và dẫn đầu bảng xếp hạng từ đầu đến cuối. Chức vô địch lần thứ ba được Hamilton ghi tên sau chiến thắng ở chặng đua GP Hoa Kỳ, sớm trước 3 chặng đua.
Tất nhiên cũng có những chặng đua diễn ra không đúng ý của Hamilton, ví dụ như GP Monaco, do phạm sai lầm chiến thuật nên Hamilton đánh mất chiến thắng vào tay Nico Rosberg. Ở GP Hungary, Hamilton bị mất lái ở pha xuất phát nên chỉ cán đích ở vị trí thứ 6. Còn ở GP Singapore, Hamilton phải bỏ cuộc do hư động cơ.
Ngoài ra thì Hamilton cũng để cho Rosberg chiến thắng 3 chặng đua cuối cùng của mùa giải.
Năm 2016:

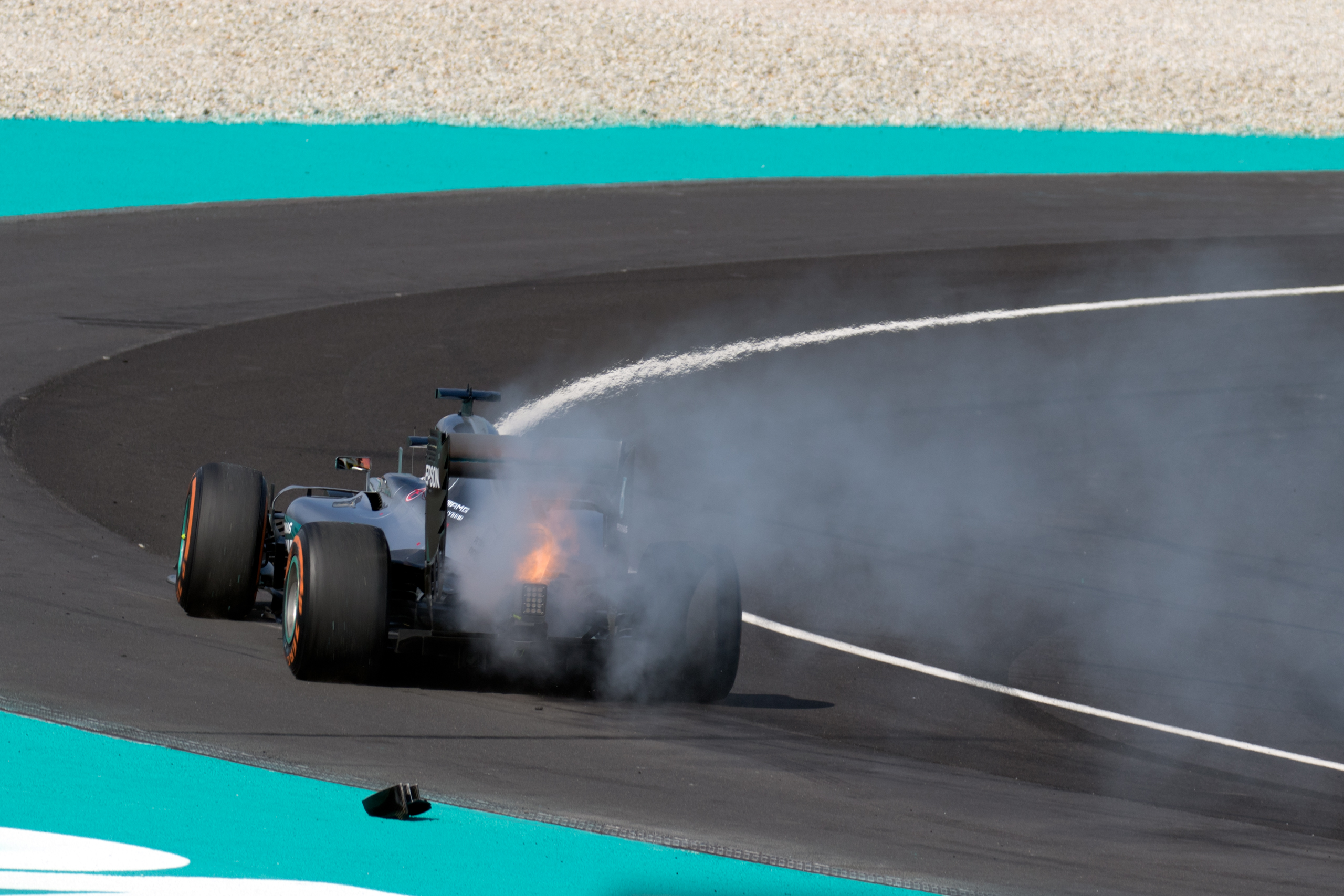
Lewis Hamilton bị cháy động cơ ở chặng đua GP Malaysia 2016

Sau 4 chặng đua đầu tiên, Hamilton bị Rosberg dẫn trước tới 43 điểm bởi Rosberg toàn thắng cả 4 chặng đua này. Chặng đua thứ 5 GP Tây Ban Nha, ngay ở pha xuất phát hai người đã tông nhau và cùng bị loại sớm, tạo cơ hội để Max Verstappen lập kỷ lục tay đua trẻ nhất giành chiến thắng.
Chặng 6 diễn ra ở GP Monaco là chiến thắng đầu tiên trong mùa của Hamilton, đây là chặng đua mà Rosberg rất vất vả trên mặt đường ướt nên đã phải chấp hành lệnh nhường đường của đội đua Mercedes. Chiến thắng này đánh dấu sự hồi sinh của Hamilton, anh tiếp tục chiến thắng 5 trong số 6 chặng đua tiếp theo (chiến thắng còn lại thuộc về Rosberg). Đáng nhớ nhất trong số đó là chiến thắng ở Red Bull Ring GP Áo, Hamilton đã có pha va chạm khi đang vượt Rosberg ở vòng cuối cùng. Nhờ những kết quả mỹ mãn này mà Hamilton đã đòi lại ngôi đầu bảng trước khi đi nghỉ hè.
Tuy nhiên lần này thì Rosberg không yên phận như giai đoạn cuối năm 2014, anh đã phản công bằng chuỗi 3 chiến thắng liên tiếp ở các chặng đua GP Bỉ, GP Italia và GP Singapore để giành lại ngôi đầu bảng.
Bước ngoặt của mùa giải diễn ra ở chặng đua GP Malaysia, Hamilton bị hư động cơ khi đang dẫn đầu. Sau đó Rosberg thắng tiếp GP Nhật Bản để giành quyền tự quyết trong cuộc đua vô địch với khoảng cách 33 điểm trước 4 chặng đua cuối cùng.
Và cho dù Hamilton đã chiến thắng cả 4 chặng đua cuối cùng này nhưng vẫn là không đủ để ngăn cản Rosberg lên ngôi vô địch bởi tay đua người Đức cũng không phạm sai lầm nào, luôn về nhì ở 4 chặng đua này.
Năm 2017:
Do nhà đương kim vô địch Nico Rosberg bất ngờ thông báo giải nghệ nên Hamilton có người đồng đội mới là Valtteri Bottas. Tay đua người Phần Lan không gây ra nhiều áp lực cho Hamilton như Rosberg. Thay vào đó, Hamilton gặp sự cạnh tranh từ một 'người ngoài'-đó là Sebastian Vettel của đội đua Ferrari.
Trước kỳ nghỉ hè, mỗi tay đua giành được 4 chiến thắng (Hamilton chiến thắng ở Trung Quốc, Tây Ban Nha, Canada và Anh), Vettel là người dẫn đầu bảng xếp hạng tổng do có kết quả thi đấu ổn định hơn. Tuy nhiên chặng đua đáng nhớ nhất trong giai đoạn này là GP Azerbaijan là chặng đua mà không ai trong hai người giành được chiến thắng, bởi Vettel bị phạt lỗi cố tình để chạm bánh xe với Hamilton, còn Hamilton sau đó lại bị hư đai cổ nên mất rất nhiều thời gian trong đường pit.
Ngược lại sau kỳ nghỉ hè thì Vettel liên tục gặp sự cố và chỉ có thêm 1 chiến thắng. Trong khi Hamilton có thêm tới 5 chiến thắng, trong đó có chiến thắng ở GP Singapore nơi mà Hamilton đã tận dụng tối đa việc hai tay đua Ferrarri cùng với Max Verstappen tông nhau ở pha xuất phát. Cú nước rút ấn tượng đó giúp cho Hamilton giành được chức vô địch sau chặng đua GP Mexico, cho dù đây là chặng đua mà anh có kết quả kém nhất trong mùa (P9) bởi pha va chạm với Vettel ở pha xuất phát.
Năm 2018:

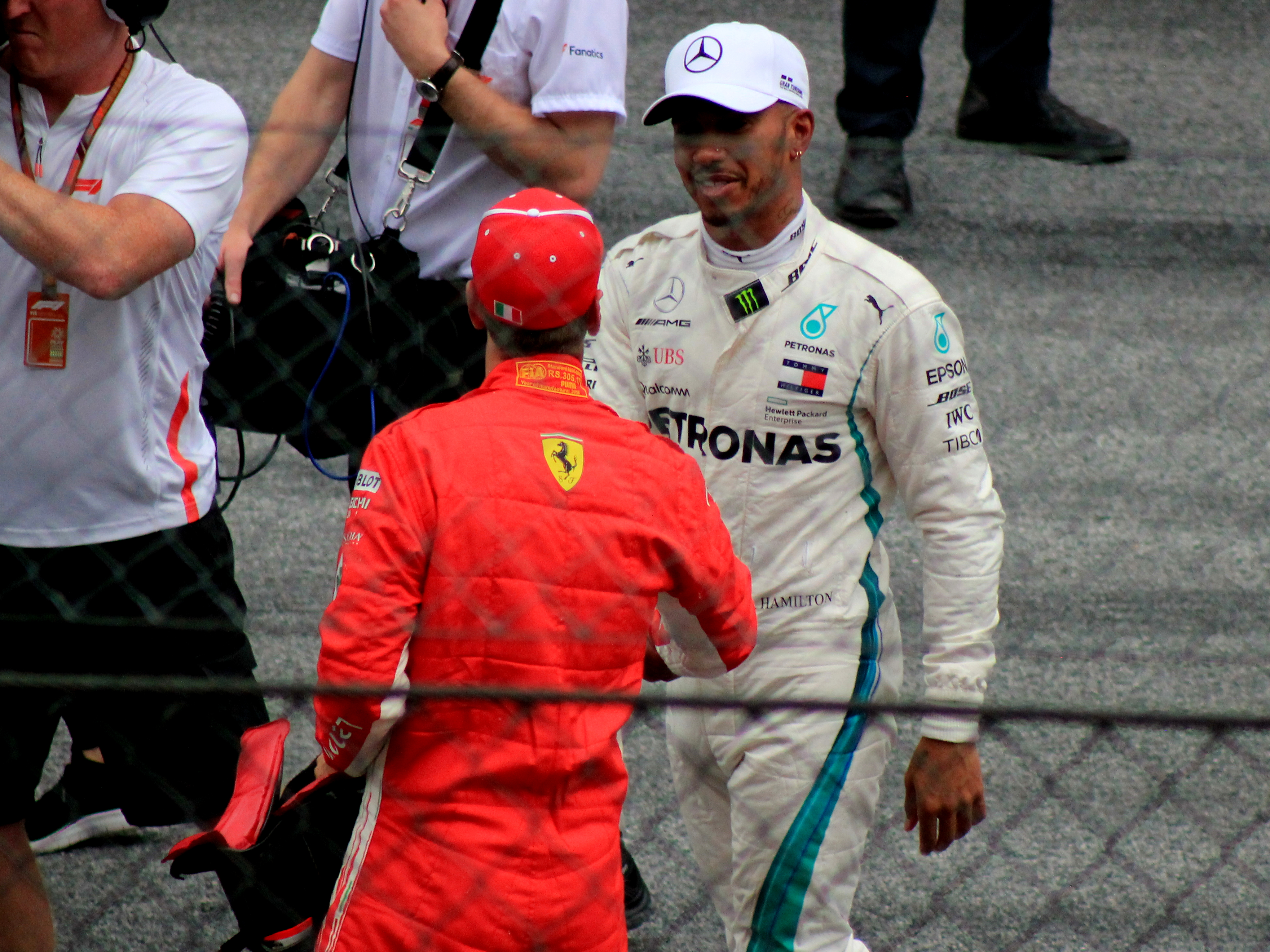
Lewis Hamilton và Sebastian Vettel là đối thủ cạnh tranh chức vô địch trong 2 mùa giải 2017 và 2018

Hamilton và Vettel có năm thứ hai liên tiếp là đối thủ cạnh tranh danh hiệu vô địch của nhau. Hamilton có khởi đầu không tốt khi không giành được chiến thắng nào ở 3 chặng đua đầu tiên.
Đến chặng đua thứ tư-GP Azerbaijan, Hamilton mới giành chiến thắng và đoạt luôn ngôi đầu bảng nhờ việc Vettel có pha vượt lỗi đồng đội Valtteri Bottas. Sau đó anh củng cố ngôi đầu bảng bằng chiến thắng thứ hai liên tiếp ở GP Tây Ban Nha.
Sau đó Hamilton bất ngờ đua không tốt ở chặng đua sở trường GP Canada (chỉ về đích thứ 5) nên đã để mất lại ngôi đầu bảng vào tay Vettel, người đã giành chiến thắng chặng đua đó. Chặng đua GP Pháp thì ngược lại, Hamilton chiến thắng còn Vettel về 5 và Hamilton đòi lại ngôi đầu bảng.
Lần duy nhất Hamilton phải bỏ cuộc ở mùa giải 2018 là ở GP Áo do bị hư động cơ, vì thế một lần nữa lại để ngôi đầu bảng nghiêng về phía Vettel.
Kể từ chiến thắng ngoạn mục ở GP Đức, Hamilton mới chính thức độc chiếm ngôi đầu bảng và dần nới rộng khoảng cách với Vettel, người đã để tông rào khi đang dẫn đầu. Cho đến khi mùa giải kết thúc, Hamilton giành thêm 7 chiến thắng nữa. Chặng đua duy nhất mà anh không lên podium trong thời gian này là GP Mexico, nhưng một lần nữa đó lại là chặng đua mà anh chính thức lên ngôi vô địch lần thứ năm. Ở GP Brasil, Hamilton tận dụng sơ suất của Max Verstappen (để va chạm với xe bắt vòng) để giành chiến thắng.
Năm 2019:
Hamilton không phải là tay đua giành pole nhiều nhất ở mùa giải 2019 nhưng là tay đua giành được nhiều chiến thắng nhất để một lần nữa đăng quang ngôi vô địch trước 2 chặng đua (ở GP Mỹ). Tổng cộng Hamilton có được 11 chiến thắng, trong đó 2 chiến thắng đáng nhớ nhất đều từ những cuộc đấu với các tay đua Ferrari. Ở GP Bahrain, Hamilton tận dụng được việc Charles Leclerc gặp trục trặc động cơ để giành chiến thắng đầu tiên trong mùa giải. Còn ở GP Canada, Hamilton cán đích thứ hai, được đôn lên P1 do Sebastian Vettel bị phạt. Sau cuộc đua đã có tranh cãi dữ dội về án phạt này của Vettel.
Sai lầm lớn nhất trong mùa giải của Hamilton là ở chặng đua GP Đức, anh để mất lái khi đang dẫn đầu, lại bị phạt lỗi vào pit không đúng quy định nên chỉ cán đích ở vị trí thứ chín. Ở GP Brasil, Hamilton bị phạt 5 giây do phạm lỗi với Alexander Albon.

##### Năm 2020:
Ngay ở chặng đua mở màn GP Áo, Hamilton lại bị phạt 5 giây do phạm lỗi với Alexander Albon, cho nên đã bị đánh tụt từ P2 xuống P4. Sáu chặng đua tiếp theo, Hamilton có 5 lần chiến thắng, mở đầu là chiến thắng ở GP Styria, và 1 lần về nhì nên anh xây dựng vững chắc ngôi đầu bảng. Đáng nhớ nhất là chiến thắng trên sân nhà GP Anh, bởi anh bị nổ lốp ở vòng cuối cùng nhưng vẫn kịp đưa chiếc xe về đích.
GP Italia 2020 là chặng đua mà Hamilton có kết quả thấp nhất trong mùa (P7) do anh bị phạt lỗi vào pit sai quy định. Nhưng nó không làm ảnh hưởng đến cục diện của mùa giải, bởi Hamilton tiếp tục giữ được phong độ rất cao ở các chặng đua sau đó với 6 chiến thắng và 1 lần về ba. Trong đó chiến thắng ở GP Bồ Đào Nha giúp cho Hamilton độc chiếm kỷ lục tay đua giành được nhiều chiến thắng nhất trong lịch sử (vượt qua kỷ lục cũ 91 chiến thắng của Micheal Schumacher) và chiến thắng ở GP Bahrain mang đến chức vô địch thứ 7 cho anh.
Hamilton không tham gia chặng đua áp chót GP Sakhir do bị nhiễm COVID-19.

##### Năm 2021:
Lần đầu tiên sau nhiều năm, Hamilton mới chiến thắng chặng đua mở màn mùa giải (ở chặng đua GP Bahrain 2021) khởi đầu cho chuỗi 3 chiến thắng, 1 lần về nhì ở 4 chặng đua đầu tiên. Kết quả giúp cho anh vươn lên vị trí dẫn đầu trên bảng xếp hạng tổng. Ở GP Tây Ban Nha, Hamilton còn đạt cột mốc 100 lần giành pole.
Nhưng việc chỉ cán đích ở vị trí thứ bảy ở chặng 5 GP Monaco thì Hamilton để mất ngôi đầu vào tay Max Verstappen. Ở chặng 6 GP Azerbaijan, Hamilton không tận dụng được việc Verstappen tông rào, anh thao tác lỗi ở pha xuất phát lại nên đã không ghi được điểm nào. Và cho đến khi nghỉ hè, Hamilton chỉ có thêm 1 chiến thắng trên sân nhà GP Anh, đây là chặng đua mà anh đã phạm lỗi với Verstappen ở pha xuất phát và bị phạt dừng 10 giây trong pitlane.
Ở giai đoạn hai của mùa giải, Hamilton phải bỏ cuộc ở chặng đua GP Italia sau khi bị chiếc xe của Verstappen chồm lên khoang lái. Hamilton sau đó đã đánh bại Lando Norris để chiến thắng chặng đua GP Nga qua đó đòi lại ngôi đầu bảng, đây cũng là chiến thắng thứ 100 trong sự nghiệp của Hamilton. Tuy nhiên anh mau chóng phải trả lại nó cho Verstappen sau khi chỉ về 5 ở GP Thổ Nhĩ Kỳ.

### Những dấu ấn khác
Cạnh tranh với đồng đội

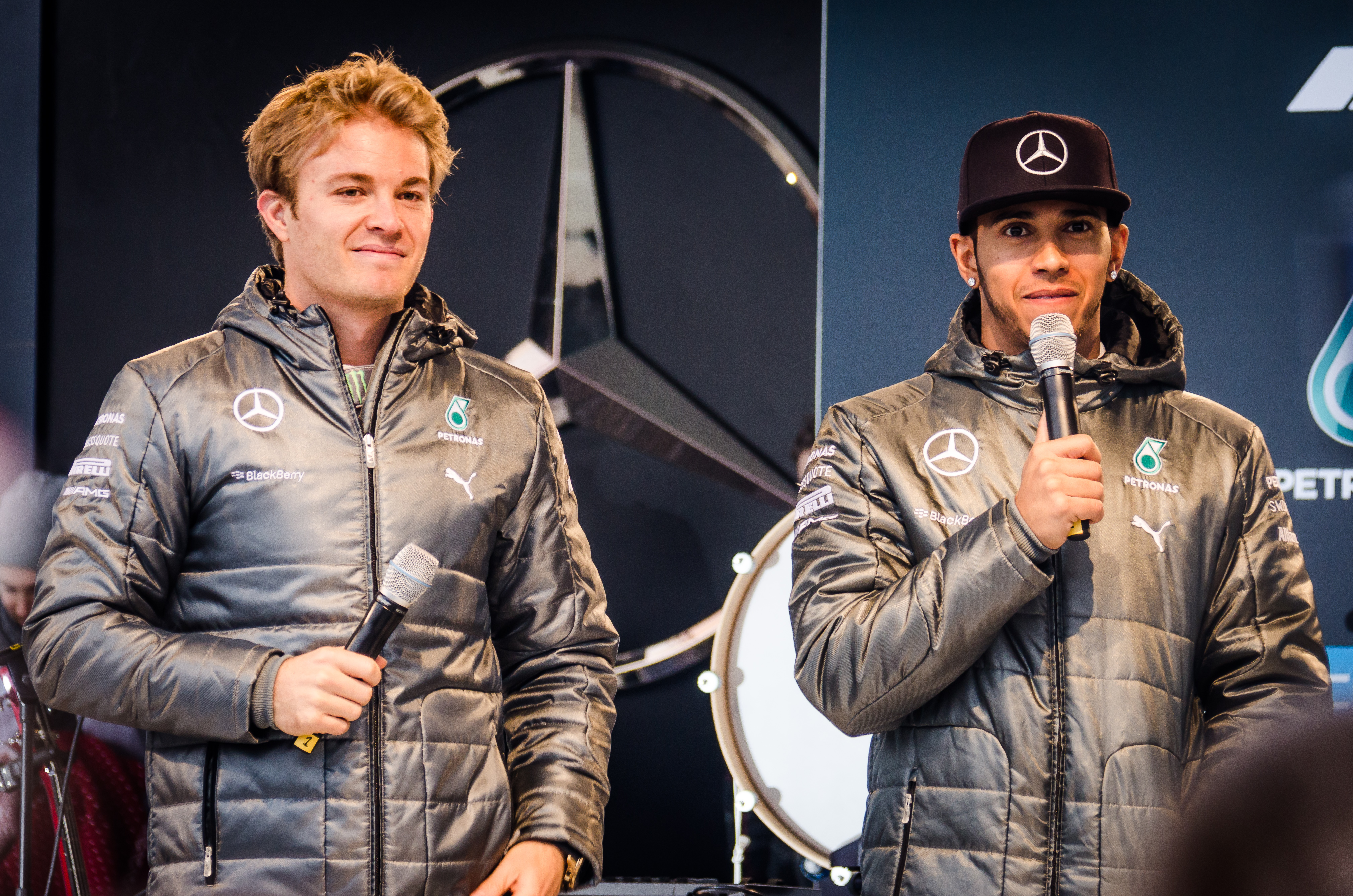
Nico Rosberg và Lewis Hamilton trong năm 2014

Trong sự nghiệp của mình, đối thủ nguy hiểm nhất của Hamilton thường là những người đồng đội của anh. Ngay ở mùa giải F1 đầu tiên năm 2007, Hamilton đã phải đua cặp với Fernando Alonso. Ở GP Monaco, Hamilton (về nhì) không hài lòng chiến thuật của Mclaren yêu cầu anh phải đánh chặn cho Alonso (chiến thắng), nên anh đã phàn nàn với giới báo chí, dẫn đến việc đội đua Mclaren bị điều tra hành vi dàn xếp kết quả (nhưng cuối cùng Mclaren không bị phạt). Ở chặng đua GP Hungary, Alonso bị phạt vì lỗi cố tình ngăn cản vòng chạy phân hạng của Hamilton. Do không ai chịu nhường ai nên cả hai đã để Kimi Raikkonen đoạt chức vô địch với chỉ 1 điểm nhiều hơn. Ngoài ra thì đội đua Mclaren còn bị trừ toàn bộ điểm đội đua bởi scandal gián điệp công nghệ.
Đến năm 2010, Hamilton lại phải đua cùng một tay đua đương kim vô địch khác là Jenson Button. Ở chặng đua GP Thổ Nhĩ Kỳ, tận dụng việc 2 chiếc Red Bull tông nhau thì Hamilton và Button đã mang về chiến thắng 1-2 cho Mclaren. Tuy nhiên không có ai tỏ ra vui mừng ở trên bục podium bởi họ đã tranh giành chiến thắng quyết liệt với nhau. Jenson Button chính là đồng đội đầu tiên ghi được nhiều điểm hơn Hamilton (ở mùa giải 2011).
Sau khi Hamilton chuyển sang Mercedes thì anh đua cặp với Nico Rosberg. Trong suốt 3 năm từ 2014 đến năm 2016, mặc dù họ cùng nhau giúp cho Mercedes thống trị tuyệt đối nhưng cũng khiến các nhà lãnh đạo phải đau đầu bởi họ cũng chính là những đối thủ trực tiếp của nhau và không hề e ngại những pha va chạm trực tiếp trên đường đua như ở GP Bỉ 2014, GP Tây Ban Nha 2016 hay GP Áo 2016. Tổng cộng thì Hamilton có 4 mùa giải làm đồng đội với Rosberg, anh chiến thắng ở 3 mùa giải đầu (2013 đến 2015) và để thua ở mùa giải cuối cùng (2016).
Vấn đề màu da và phong trào bình đẳng sắc tộc
Là tay đua người da màu đầu tiên đua F1 nên Hamilton tự hào màu da là một nguồn động lực để anh vượt qua khó khăn để vươn lên đỉnh cao. Mặc dù vậy, có nhiều lần, mỗi khi có kết quả không tốt thì Hamilton lại ám chỉ anh bị xử ép vì là người da màu.
Từ năm 2020, sau sự kiện Black Live Matter bùng lên ở Mỹ, thì Hamilton vận động các tay đua F1 tham gia nghi lễ quỳ gối để phản đối nạn phân biệt chủng tộc (vẫn có vài tay đua chỉ đứng chứ không quỳ). Anh cùng với ban tổ chức F1 và đội đua Mercedes có nhiều sáng kiến nhằm tạo ra một giải đua đa dạng và bình đẳng hơn trong tương lai.

## Cuộc sống cá nhân
Hamilton sinh ngày 7 tháng 1 năm 1985 ở Stevenage, Hertfordshire, Vương quốc Anh. Anh là con của Anthony Hamilton, một người đàn ông da đen và Carmen Larbalestier một phụ nữ da trắng. Vì thế Hamilton là người có màu da hỗn hợp. Tuy nhiên anh xem mình là một người da đen.
Bố mẹ Hamilton đã ly dị khi anh ấy được 2 tuổi. Sau đó thì anh sống với mẹ và hai người chị em cùng mẹ khác cha tên Samantha và Nicola. Đến năm 12 tuổi, Hamilton chuyển sang sống với bố và mẹ kế Linda cùng người em cùng cha khác mẹ tên Nicolas. Nicolas cũng theo nghiệp đua xe như Hamilton. Hamilton lớn lên với đức tin Giáo hội Công giáo.
Hamilton hiện vẫn chưa lập gia đình, anh từng cặp kè với ca sỹ Nicole Scherzinger. Họ trải qua nhiều lần tan hợp trước khi chính thức chia tay hồi đầu năm 2015.
Là một tay đua hàng đầu F1 trong nhiều năm, Hamilton luôn nằm trong nhóm các vận động viên có thu nhập cao nhất thế giới. Hamilton thần tượng huyền thoại Ayrton Senna và luôn sử dụng nón bảo hiểm Bell.
Từ khi thi đấu F1 thì Hamilton không tham gia giải đua xe nào khác. Ngoài đua xe, Hamilton là fan của câu lạc bộ Arsenal.
Hamilton có lối sống của một ngôi sao giải trí. Anh thường xuyên tham gia các sự kiện của giới giải trí, và có rất nhiều bạn bè trong giới giải trí. Hamilton đặc biệt là một người đam mê thời trang, có phong cách ăn mặc vô cùng sành điệu.
Hamilton đặc biệt quan tâm và luôn đấu tranh đòi bình đẳng sắc tộc, bảo vệ môi trường và bảo vệ quyền động vật. Từ năm 2017, Hamilton chuyển sang chế độ ăn thuần chay.
Cuối năm 2017, Hamilton bị nêu tên trong hồ sơ Paradise việc anh cố tình trốn thuế khi mua một chiếc máy bay cá nhân. Cũng vì chiếc máy bay này mà Hamilton bị chỉ trích là đạo đức giả, luôn hô hào bảo vệ môi trường nhưng lại sử dụng các sản phẩm gây ô nhiễm môi trường. Vì thế mà đến năm 2019 Hamilton quyết định bán chiếc máy bay này để khẳng định quan điểm bảo vệ môi trường của mình.
Trong lễ giáng sinh 2017, Hamilton phàn nàn trên mạng xã hội việc đứa cháu trai mặc đồ công chúa. Vì việc này mà Hamilton bị phản đối dữ dội khiến anh phải xóa mạng xã hội một thời gian.
Trong buổi lễ đón năm mới 2021, Hamilton được Nữ hoàng Anh phong tước vị Hiệp Sỹ.

## Thống kê thành tích

### Kết quả tổng hợp
| Năm    | Giải đua                         | Đội đua                          | Số chặng | Thắng   | Pole    | F/lap   | Podium  | Điểm    | Hạng    |
| ------ | -------------------------------- | -------------------------------- | -------- | ------- | ------- | ------- | ------- | ------- | ------- |
| 2001   | Formula Renault UK Winter Series | Manor Motorsport                 | 4        | 0       | 0       | 0       | 0       | 48      | 7th     |
| 2002   | Formula Renault UK               | Manor Motorsport                 | 13       | 3       | 3       | 5       | 7       | 274     | 3rd     |
| 2002   | Formula Renault 2000 Eurocup     | Manor Motorsport                 | 4        | 1       | 1       | 2       | 3       | 92      | 5th     |
| 2003   | Formula Renault UK               | Manor Motorsport                 | 15       | 10      | 11      | 9       | 13      | 419     | 1st     |
| 2003   | British Formula 3 Championship   | Manor Motorsport                 | 2        | 0       | 0       | 0       | 0       | 0       | NC      |
| 2003   | Formula Renault 2000 Masters     | Manor Motorsport                 | 2        | 0       | 0       | 0       | 1       | 24      | 12th    |
| 2003   | Formula Renault 2000 Germany     | Manor Motorsport                 | 2        | 0       | 0       | 0       | 0       | 25      | 27th    |
| 2003   | Korea Super Prix                 | Manor Motorsport                 | 1        | 0       | 1       | 0       | 0       | N/A     | NC      |
| 2003   | Macau Grand Prix                 | Manor Motorsport                 | 1        | 0       | 0       | 0       | 0       | N/A     | NC      |
| 2004   | Formula 3 Euro Series            | Manor Motorsport                 | 20       | 1       | 1       | 2       | 5       | 69      | 5th     |
| 2004   | Bahrain Superprix                | Manor Motorsport                 | 1        | 1       | 0       | 0       | 1       | N/A     | 1st     |
| 2004   | Macau Grand Prix                 | Manor Motorsport                 | 1        | 0       | 1       | 0       | 0       | N/A     | 14th    |
| 2004   | Masters of Formula 3             | Manor Motorsport                 | 1        | 0       | 0       | 0       | 0       | N/A     | 7th     |
| 2005   | Formula 3 Euro Series            | ASM Formule 3                    | 20       | 15      | 13      | 10      | 17      | 172     | 1st     |
| 2005   | Masters of Formula 3             | ASM Formule 3                    | 1        | 1       | 1       | 1       | 1       | N/A     | 1st     |
| 2006   | GP2 Series                       | ART Grand Prix                   | 21       | 5       | 1       | 7       | 14      | 114     | 1st     |
| 2006   | Công thức 1                      | Team McLaren Mercedes            | Lái thử  | Lái thử | Lái thử | Lái thử | Lái thử | Lái thử | Lái thử |
| 2007   | Công thức 1                      | Vodafone McLaren Mercedes        | 17       | 4       | 6       | 2       | 12      | 109     | 2nd     |
| 2008   | Công thức 1                      | Vodafone McLaren Mercedes        | 18       | 5       | 7       | 1       | 10      | 98      | 1st     |
| 2009   | Công thức 1                      | Vodafone McLaren Mercedes        | 17       | 2       | 4       | 0       | 5       | 49      | 5th     |
| 2010   | Công thức 1                      | Vodafone McLaren Mercedes        | 19       | 3       | 1       | 5       | 9       | 240     | 4th     |
| 2011   | Công thức 1                      | Vodafone McLaren Mercedes        | 19       | 3       | 1       | 3       | 6       | 227     | 5th     |
| 2012   | Công thức 1                      | Vodafone McLaren Mercedes        | 20       | 4       | 7       | 1       | 7       | 190     | 4th     |
| 2013   | Công thức 1                      | Mercedes AMG Petronas F1 Team    | 19       | 1       | 5       | 1       | 5       | 189     | 4th     |
| 2014   | Công thức 1                      | Mercedes AMG Petronas F1 Team    | 19       | 11      | 7       | 7       | 16      | 384     | 1st     |
| 2015   | Công thức 1                      | Mercedes AMG Petronas F1 Team    | 19       | 10      | 11      | 8       | 17      | 381     | 1st     |
| 2016   | Công thức 1                      | Mercedes AMG Petronas F1 Team    | 21       | 10      | 12      | 3       | 17      | 380     | 2nd     |
| 2017   | Công thức 1                      | Mercedes AMG Petronas Motorsport | 20       | 9       | 11      | 7       | 13      | 363     | 1st     |
| 2018   | Công thức 1                      | Mercedes AMG Petronas Motorsport | 21       | 11      | 11      | 3       | 17      | 408     | 1st     |
| 2019   | Công thức 1                      | Mercedes AMG Petronas Motorsport | 21       | 11      | 5       | 6       | 17      | 413     | 1st     |
| 2020   | Công thức 1                      | Mercedes-AMG Petronas F1 Team    | 16       | 11      | 10      | 6       | 14      | 347     | 1st     |
| 2021   | Công thức 1                      | Mercedes AMG Petronas F1 Team    | 21       | 10      | 12      | 3       | 17      | 380     | 2nd     |
|        |                                  |                                  |          |         |         |         |         |         |         |
| 2022   | Công thức 1                      | Mercedes-AMG Petronas F1 Team    | 2        | 0       | 0       | 0       | 1       | 16*     | 5th*    |
| 2022   | Công thức 1                      | McLaren F1 Team                  | Lái thử  | Lái thử | Lái thử | Lái thử | Lái thử | Lái thử | Lái thử |
| Nguồn: |                                  |                                  |          |         |         |         |         |         |         |

* Mùa giải đang diễn ra.

### Kết quả giải đua Macau Grand Prix
| Năm  | Đội đua          | Xe           | Phân hạng 1 | Phân hạng 2 | Đua chính | Tham khảo |
| ---- | ---------------- | ------------ | ----------- | ----------- | --------- | --------- |
| 2003 | Manor Motorsport | Dallara F303 | 18th        | N/A         | DNF       | [ 107 ]   |
| 2004 | Manor Motorsport | Dallara F304 | 2nd         | 1st         | 14th      | [ 108 ]   |

### Kết quả giải đua Formula 3 Euro Series
| Năm    | Đội đua          | Khung xe         | Động cơ      | 1        | 2       | 3         | 4       | 5         | 6       | 7       | 8       | 9       | 10      | 11        | 12       | 13       | 14      | 15        | 16      | 17      | 18      | 19      | 20      | Hạng | Điểm |
| ------ | ---------------- | ---------------- | ------------ | -------- | ------- | --------- | ------- | --------- | ------- | ------- | ------- | ------- | ------- | --------- | -------- | -------- | ------- | --------- | ------- | ------- | ------- | ------- | ------- | ---- | ---- |
| 2004   | Manor Motorsport | Dallara F302/049 | HWA-Mercedes | HOC 1 11 | HOC 2 6 | EST 1 Ret | EST 2 9 | ADR 1 Ret | ADR 2 5 | PAU 1 4 | PAU 2 7 | NOR 1   | NOR 2 3 | MAG 1 Ret | MAG 2 21 | NÜR 1 3  | NÜR 2 4 | ZAN 1 3   | ZAN 2 6 | BRN 1 7 | BRN 2 4 | HOC 1 2 | HOC 2 6 | 5th  | 68   |
| 2005   | ASM Formule 3    | Dallara F305/021 | Mercedes     | HOC 1    | HOC 2 3 | PAU 1     | PAU 2 1 | SPA 1 DSQ | SPA 2 1 | MON 1   | MON 2 1 | OSC 1 3 | OSC 2 1 | NOR 1     | NOR 2 1  | NÜR 1 12 | NÜR 2 1 | ZAN 1 Ret | ZAN 2 1 | LAU 1   | LAU 2 1 | HOC 1   | HOC 2 1 | 1st  | 172  |
| Nguồn: |                  |                  |              |          |         |           |         |           |         |         |         |         |         |           |          |          |         |           |         |         |         |         |         |      |      |

### Kết quả giải đua GP2 Series
| 2006   | ART Grand Prix | VAL FEA 2 | VAL SPR 6 | IMO FEA DSQ | IMO SPR 10 | NÜR FEA 1 | NÜR SPR 1 | CAT FEA 2 | CAT SPR 4 | MON FEA 1 | SIL FEA 1 | SIL SPR 1 | MAG FEA 19 | MAG SPR 5 | HOC FEA 2 | HOC SPR 3 | HUN FEA 10 | HUN SPR 2 | IST FEA 2 | IST SPR 2 | MNZ FEA 3 | MNZ SPR 2 | 1st | 114 |
| Nguồn: |                |           |           |             |            |           |           |           |           |           |           |           |            |           |           |           |            |           |           |           |           |           |     |     |

### Kết quả giải đua Công thức 1
| Năm    | Đội đua                          | Khung xe                           | Động cơ                                  | 1       | 2      | 3      | 4     | 5       | 6      | 7       | 8       | 9       | 10      | 11    | 12      | 13      | 14      | 15      | 16      | 17      | 18      | 19      | 20      | 21    | 22    | Hạng | Điểm   |
| ------ | -------------------------------- | ---------------------------------- | ---------------------------------------- | ------- | ------ | ------ | ----- | ------- | ------ | ------- | ------- | ------- | ------- | ----- | ------- | ------- | ------- | ------- | ------- | ------- | ------- | ------- | ------- | ----- | ----- | ---- | ------ |
| 2007   | Vodafone McLaren Mercedes        | McLaren MP4-22                     | Mercedes FO 108T 2.4 V8                  | AUS 3   | MAL 2  | BHR 2  | ESP 2 | MON 2   | CAN 1  | USA 1   | FRA 3   | GBR 3   | EUR 9   | HUN 1 | TUR 5   | ITA 2   | BEL 4   | JPN 1   | CHN Ret | BRA 7   |         |         |         |       |       | 2nd  | 109    |
| 2008   | Vodafone McLaren Mercedes        | McLaren MP4-23                     | Mercedes FO 108V 2.4 V8                  | AUS 1   | MAL 5  | BHR 13 | ESP 3 | TUR 2   | MON 1  | CAN Ret | FRA 10  | GBR 1   | GER 1   | HUN 5 | EUR 2   | BEL 3   | ITA 7   | SIN 3   | JPN 12  | CHN 1   | BRA 5   |         |         |       |       | 1st  | 98     |
| 2009   | Vodafone McLaren Mercedes        | McLaren MP4-24                     | Mercedes FO 108W 2.4 V8                  | AUS DSQ | MAL 7‡ | CHN 6  | BHR 4 | ESP 9   | MON 12 | TUR 13  | GBR 16  | GER 18  | HUN 1   | EUR 2 | BEL Ret | ITA 12† | SIN 1   | JPN 3   | BRA 3   | ABU Ret |         |         |         |       |       | 5th  | 49     |
| 2010   | Vodafone McLaren Mercedes        | McLaren MP4-25                     | Mercedes FO 108X 2.4 V8                  | BHR 3   | AUS 6  | MAL 6  | CHN 2 | ESP 14† | MON 5  | TUR 1   | CAN 1   | EUR 2   | GBR 2   | GER 4 | HUN Ret | BEL 1   | ITA Ret | SIN Ret | JPN 5   | KOR 2   | BRA 4   | ABU 2   |         |       |       | 4th  | 240    |
| 2011   | Vodafone McLaren Mercedes        | McLaren MP4-26                     | Mercedes FO 108Y 2.4 V8                  | AUS 2   | MAL 8  | CHN 1  | TUR 4 | ESP 2   | MON 6  | CAN Ret | EUR 4   | GBR 4   | GER 1   | HUN 4 | BEL Ret | ITA 4   | SIN 5   | JPN 5   | KOR 2   | IND 7   | ABU 1   | BRA Ret |         |       |       | 5th  | 227    |
| 2012   | Vodafone McLaren Mercedes        | McLaren MP4-27                     | Mercedes FO 108Z 2.4 V8                  | AUS 3   | MAL 3  | CHN 3  | BHR 8 | ESP 8   | MON 5  | CAN 1   | EUR 19† | GBR 8   | GER Ret | HUN 1 | BEL Ret | ITA 1   | SIN Ret | JPN 5   | KOR 10  | IND 4   | ABU Ret | USA 1   | BRA Ret |       |       | 4th  | 190    |
| 2013   | Mercedes AMG Petronas F1 Team    | Mercedes F1 W04                    | Mercedes FO 108F 2.4 V8                  | AUS 5   | MAL 3  | CHN 3  | BHR 5 | ESP 12  | MON 4  | CAN 3   | GBR 4   | GER 5   | HUN 1   | BEL 3 | ITA 9   | SIN 5   | KOR 5   | JPN Ret | IND 6   | ABU 7   | USA 4   | BRA 9   |         |       |       | 4th  | 189    |
| 2014   | Mercedes AMG Petronas F1 Team    | Mercedes F1 W05 Hybrid             | Mercedes PU106A Hybrid 1.6 V6 t          | AUS Ret | MAL 1  | BHR 1  | CHN 1 | ESP 1   | MON 2  | CAN Ret | AUT 2   | GBR 1   | GER 3   | HUN 3 | BEL Ret | ITA 1   | SIN 1   | JPN 1   | RUS 1   | USA 1   | BRA 2   | ABU 1   |         |       |       | 1st  | 384    |
| 2015   | Mercedes AMG Petronas F1 Team    | Mercedes F1 W06 Hybrid             | Mercedes PU106B Hybrid 1.6 V6 t          | AUS 1   | MAL 2  | CHN 1  | BHR 1 | ESP 2   | MON 3  | CAN 1   | AUT 2   | GBR 1   | HUN 6   | BEL 1 | ITA 1   | SIN Ret | JPN 1   | RUS 1   | USA 1   | MEX 2   | BRA 2   | ABU 2   |         |       |       | 1st  | 381    |
| 2016   | Mercedes AMG Petronas F1 Team    | Mercedes F1 W07 Hybrid             | Mercedes PU106C Hybrid 1.6 V6 t          | AUS 2   | BHR 3  | CHN 7  | RUS 2 | ESP Ret | MON 1  | CAN 1   | EUR 5   | AUT 1   | GBR 1   | HUN 1 | GER 1   | BEL 3   | ITA 2   | SIN 3   | MAL Ret | JPN 3   | USA 1   | MEX 1   | BRA 1   | ABU 1 |       | 2nd  | 380    |
| 2017   | Mercedes AMG Petronas Motorsport | Mercedes AMG F1 W08 EQ Power+      | Mercedes M08 EQ Power+ 1.6 V6 t          | AUS 2   | CHN 1  | BHR 2  | RUS 4 | ESP 1   | MON 7  | CAN 1   | AZE 5   | AUT 4   | GBR 1   | HUN 4 | BEL 1   | ITA 1   | SIN 1   | MAL 2   | JPN 1   | USA 1   | MEX 9   | BRA 4   | ABU 2   |       |       | 1st  | 363    |
| 2018   | Mercedes AMG Petronas Motorsport | Mercedes AMG F1 W09 EQ Power+      | Mercedes M09 EQ Power+ 1.6 V6 t          | AUS 2   | BHR 3  | CHN 4  | AZE 1 | ESP 1   | MON 3  | CAN 5   | FRA 1   | AUT Ret | GBR 2   | GER 1 | HUN 1   | BEL 2   | ITA 1   | SIN 1   | RUS 1   | JPN 1   | USA 3   | MEX 4   | BRA 1   | ABU 1 |       | 1st  | 408    |
| 2019   | Mercedes AMG Petronas Motorsport | Mercedes AMG F1 W10 EQ Power+      | Mercedes M10 EQ Power+ 1.6 V6 t          | AUS 2   | BHR 1  | CHN 1  | AZE 2 | ESP 1   | MON 1  | CAN 1   | FRA 1   | AUT 5   | GBR 1   | GER 9 | HUN 1   | BEL 2   | ITA 3   | SIN 4   | RUS 1   | JPN 3   | MEX 1   | USA 2   | BRA 7   | ABU 1 |       | 1st  | 413    |
| 2020   | Mercedes-AMG Petronas F1 Team    | Mercedes-AMG F1 W11 EQ Performance | Mercedes-AMG M11 EQ Performance 1.6 V6 t | AUT 4   | STY 1  | HUN 1  | GBR 1 | 70A 2   | ESP 1  | BEL 1   | ITA 7   | TUS 1   | RUS 3   | EIF 1 | POR 1   | EMI 1   | TUR 1   | BHR 1   | SKH     | ABU 3   |         |         |         |       |       | 1st  | 347    |
| 2021   | Mercedes-AMG Petronas F1 Team    | Mercedes-AMG F1 W12 E Performance  | Mercedes-AMG M12 E Performance 1.6 V6 t  | BHR 1   | EMI 2  | POR 1  | ESP 1 | MON 7   | AZE 15 | FRA 2   | STY 2   | AUT 4   | GBR 12  | HUN 2 | BEL 3‡  | NED 2   | ITA Ret | RUS 1   | TUR 5   | USA 2   | MXC 2   | SAP 1   | QAT 1   | SAU 1 | ABU 2 | 2nd* | 387.5* |
| Nguồn: |                                  |                                    |                                          |         |        |        |       |         |        |         |         |         |         |       |         |         |         |         |         |         |         |         |         |       |       |      |        |

* Mùa giải đang diễn ra.